# 林扬祖
林揚祖（1800年—1883年）, 字孙诒，号岵瞻，晚号觉斋。福建莆田縣人，金紫林后裔。清朝政治人物，教育家，书法家。诰授通奉大夫、晋授光禄大夫，官至甘肃布政使、署陕甘总督。

## 生平

### 早年求学  成年出仕
林扬祖生于清嘉庆四年己未岁末(1800年)，卒于清光緒九年癸未正月（1883年），出生书香门庭，祖父景来，国子监学录，乾隆甲午科举人；父锡龄，国学生。扬祖七岁丧父，由母翁氏教养成人，亲授经史。

道光五年（1825年），林扬祖以拔贡举福建乡试第一（解元）。道光九年（1829年）登己丑科進士，授官刑部主事，升员外郎，记名御史，充方略馆纂修。道光二十年（1840年），任广西主考。道光二十二年（1842年）乞归，终养祖母。道光二十六年（1846年），回京軍機處行走、刑部雲南司員外郎，道光二十七年(1847年)，补湖广道监察御史，后任兵科給事中。道光二十九年（1849年），稽查京师粮仓时，所陈利弊受到皇帝的嘉许采纳，同年充顺天乡试同考官。期间授巡城御史，奉命巡视南、北城。
道光三十年（1850年8-9月），时任工科掌印给事中的林扬祖与翰林院侍读学士孙铭恩、湖广道御史何冠英先后上书咸丰皇帝，支持在福州退休养病的林则徐，弹劾福建巡抚徐继畬允许洋教士入住福州城内，史称「神光寺事件」。
咸丰元年（1851年），林扬祖由京官简放河南道台，到任即革除积弊，节省河工费用银五万两，河督慧秋谷对其大为欣赏，奏请赏戴蓝翎，升河南省按察使。

### 河南御敌   一战成名
清咸丰三年（1853年），太平军北伐，河南吃紧，巡抚陆应谷奏命前往归德府（今商丘）备军，并奏请以时任开归陈许道的林扬祖管开封府兵防。扬祖捐俸二千余金，一万六千余石粮饷，与署藩司沈云巢预谋固守，以待援兵。不久，太平天国北伐军由安徽毫州进入河南境，6月13日占归德，18日始围攻开封城，林扬祖带领军民艰难固守汴城，仅凭兵五百勇千余以抵数万敌军，虽大雨连昼夜，亲自免冠巡督，誓与城存亡，兵勇士气高涨，敌急攻不下三日后遁去，从而生灵赖以保全。因守城有功朝廷旨赏扬祖换花翎，加盐运使衔，特旨署河南布政使。

### 陕甘任职  休官归里
咸豐四年（1854年）转授陕西按察使，清理冤狱，多所平反。咸豐七年（1857年）升任陕西布政使，后调甘肃布政使。任职期间胥吏畏威，百姓安堵，颇著政声。咸丰九年（1859年）入京觐见，指陈时政得失，特旨署理陕甘总督。适逢大阅之典(按清制总督每三年举行代天巡猎出巡辖省各府阅兵一次，为当时大典)，奏请钦命阅兵，明赏罚，严军法。

咸丰十一年（1861年），咸丰帝病崩，同年11月（农历）北京辛酉政变，回任总督乐斌借对扬祖出巡不满，考绩时称林扬祖：“年老力疲，难膺方面”。林扬祖得以原品休致归里。旨下时为同治元年（1862年），据传启程时，因盘缠无措，向山西汇局贷款，抵家后卖衣物偿还。
林扬祖历任京官十八年，外任十一年，所任皆要职，尝得旨有“办事认真，操守端方”的嘉奖。

### 晚年办学 远离政治
林扬祖归故里后致力兴学，历任县擢英书院、郡兴安书院和仙游、永春、厦门玉屏等书院院长，历二十余年从不间断。课余，习柳帖，读史鉴，行草和行书留存于世  。著有《归食日记》，编修《道光莆田县志》和《同治莆田县志稿》行世。
居家二十多年间，不以私事求当诸在任官员，侍奉母亲翁太恭人，教育儿孙课业，晚年生活其乐融融，五代同堂，福寿兼全。清光绪四年戌寅(1878年)，朝廷特恩建旌表节孝坊，立于莆田城南门外, 至二十世纪五十年代拓建公路前犹存。
光绪九年（1883年）正月二十二日，林扬祖卒于家中，终年83岁.

### 家人后代 开枝散叶
林扬祖德配（原配）一人，诰封一品夫人 （页面存档备份，存于）陈氏；侧室三，一诰封太宜人 （页面存档备份，存于）吴氏；二黄氏，三陈氏。陈夫人生于嘉庆辛酉年九月十五日（1801年10月22日）午时，卒于光绪丙子年十月二十日（1876年12月5日）子时，享年七十有六。
林扬祖生有七子二女，后以扬祖格言“寿以仁为本，忠堂孝立功”排辈。长子寿熙，优贡生，官陕西潼关抚民同知；次子寿勋，附贡生，试用训导；三寿煦，举人，内阁中书；四寿燕，邑庠生，皆陈宜人生。五寿照，户部候补主事，吴太宜人生。六寿杰，七寿鲁，皆黄氏生。女二：一适（嫁）试用训导翁济勋，一适（嫁）浙江候补同知卢应昌。下有孙男十八、孙女五，其族居此开枝散叶，至光绪戊寅（1878），五代同堂，蔚为望族。

## 故居建筑
林扬祖出仕发迹后重在庙前择址另建宅第，此宅始建于清乾隆年间，坐落于庙前街东侧，坐南朝北，占地1500平方米，悬山顶抬梁穿斗结构，并列式空间布局，气势磅礴。主屋建在高约0.7米的石砌台基上，双坐七间加护厝和后供堂，建筑布局和梁架结构充分凸现莆仙民居之传统风格，石埕三面围墙，北面为院前方之照墙，东西两墙则各开一石框仪门，西门临庙前街道，东门可通罗巷里直达后街。
宅邸大门书有“金紫家声大，银青世泽长”，建筑风格注重士大夫宅第之古朴大气。虽历经百年风雨，总体格局依然完好，可以说是一座标准的莆田大夫宅第。其廊檐雕饰、卷书彩绘、窗棂花格均整齐无损，只是色彩褪了许多。
然而砖木结构的大宅始终遭到白蚁严重破坏的威胁，扬祖次子寿勋后代目前继续维护并居住其中。林扬祖宅第于1993年被莆田市人民政府公布为文物保护单位。